# Jan Urban (novinář)
Jan Urban (* 27. března 1951 Hradec Králové) je český novinář, pedagog, disident komunistického režimu, signatář Charty 77, spoluzakladatel, lídr a mluvčí Občanského fóra.

## Biografie
Narodil se v roce 1951 v Hradci Králové do rodiny funkcionáře KSČ. V mládí vyrůstal na pražské Letné v komplexu Molochov. Od roku 1965 žil v Helsinkách, kam byl jeho otec jmenován jako československý velvyslanec ve Finsku poté, co byl podle Urbanova vyjádření odejit z ústředního výboru KSČ pro názorové neshody. V roce 1969 maturoval na rusko-finském lyceu v Helsinkách a po návratu do Československa složil rozdílovou maturitu na střední všeobecně vzdělávací škole.  V roce 1974 absolvoval na Filozofické fakultě Univerzity Karlovy v Praze obory filozofie a historie. Poté se stal pedagogem na prachatickém gymnáziu. Po nepodepsání protestu proti prohlášení Charty 77 mu byl zrušen pracovní poměr a stal se ošetřovatelem koní na zámku Kratochvíle. V 80. letech pak pracoval v dělnických profesích. Po roce 1987 přispíval do tehdy nelegálních Lidových novin. V letech 1988–1989 se podílel na činnosti klubu reformních komunistů Obroda. V období 1989–1990 se angažoval v Občanském fóru, jehož se stal mluvčím a lídrem pro první svobodné parlamentní volby konané v červnu 1990. Z politického života odešel den po oznámení jejich výsledků, kdy bylo zřejmé, že Komunistická strana Československa byla poražena.

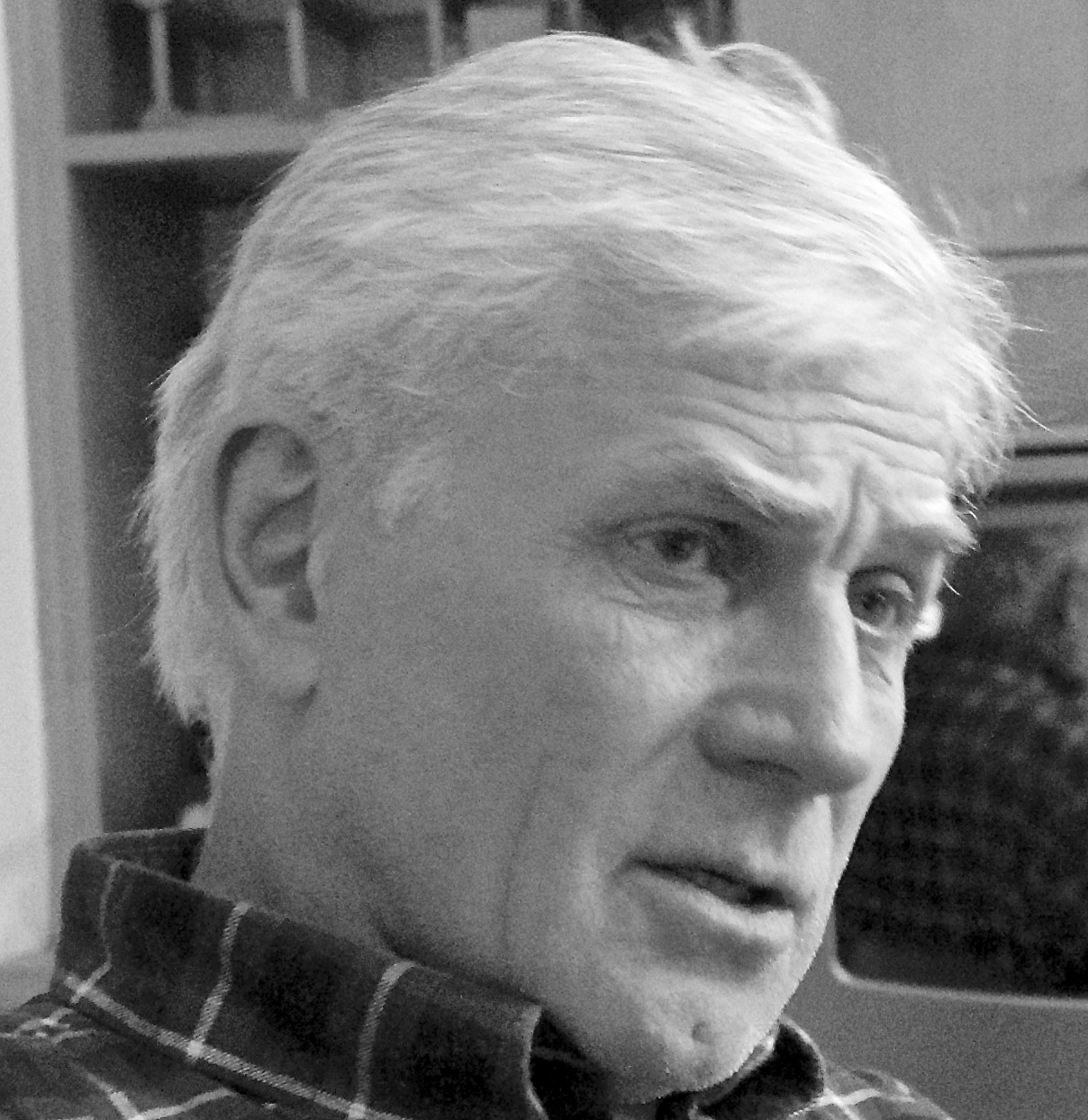
Jan Urban, 2014

V průběhu války v Bosně a Hercegovině se stal zpravodajem z místa konfliktu a po jejím ukončení vydával dva roky periodikum Transitions. Do roku 2003 pracoval na pozici komentátora Českého rozhlasu 6. Působil také jako člen Mezinárodní nezávislé komise pro Kosovo. O kosovském konfliktu natočil dokumentární film.
K roku 2010 přednášel na University of New York in Prague, na jehož vyučovací hodinu mimo jiné přijala pozvání Joan Baez. Před druhým kolem prezidentské volby v lednu 2013 zveřejnil video Milošku, žaluj, které poukazovalo na kauzy spojené s osobou prezidentského kandidáta Miloše Zemana; o videu informoval server iDNES.cz. Tomáš Cikrt, mluvčí ministerstva zdravotnictví z doby ministrování Tomáše Julínka, na něj reagoval videem Milý Jane Urbane, v němž Urbana obvinil z toho, že jeho implicitní podpora Karla Schwarzenberga znamenala PR pro firmu Diag Human.
V roce 2016 napsal pro zpravodajský web HlídacíPes.org text Soumrak a naděje střední Evropy, ve kterém odmítl etnický nacionalismus a za základní problém střední Evropy označil odvržení rakousko-uherské monarchie namísto její reformy, která by mohla udržet sounáležitost národů a zabránit nástupu totalitních režimů 20. století.
V květnu 2017 byl spoluzakladatelem Společnosti na obranu nespravedlivě stíhaných. První kauzou, jíž se tato společnost věnovala, byl případ Radima Špačka, nespravedlivě odsouzeného v kauze spojené s tunelováním evropských fondů. Členem správní rady watchdog organizace Kverulant.org se stal 28. září 2017.
V prosinci 2018 vystoupil na semináři 100 let od konce monarchie v Akademii věd ČR, kde přednesl příspěvek Republika aneb ztráta důstojnosti. Navázal v něm na myšlenky britského myslitele Waltera Bagehota a jeho dělení ústavnosti a politiky na dvě složky, důstojnou a efektivní, a vztáhl jej na prostor střední Evropy a konkrétně českých zemí, kde zrušením monarchie byla ona důstojná složka odstraněna a republikánství ji už nedokázalo ničím nahradit. V listopadu 2021 byl vyznamenán cenou Ústavu pro studium totalitních režimů za své občanské postoje v době komunistické diktatury. Vstup Václava Havla do politiky označil za omyl.

## Výběr z díla
- Urban, J.: Všem sráčům navzdory: válka, o které nechcete nic vědět. G plus G, 1997. ISBN 80-901896-3-6.
- Urban, J.: Tunel plný krve, aneb, Kauza Diag Human (trochu jinak). Gema Art Group, 2007. ISBN 978-80-86087-58-0.
- Urban, J. a Pánek, Š.: Extrémy a lidé blízcí: rozhovor se Šimonem Pánkem. Galén, 2008. ISBN 978-80-7262-545-1.
- Gál, F. a Urban, J.: Veľký tresk. Bratislava: Petit Press, ©2019. ISBN 978-80-559-0475-7.
- Soukup, O. et al.: Podoby ruské propagandy: mediální vzdělávání s využitím audiovizuálních prostředků: metodická příručka. Praha: Člověk v tísni, 2020. ISBN 978-80-7591-039-4.
- Gál, F.; Urban J. et al.: Mýty v nás a kolem nás’’. Veřejně prospěšný spolek Anaon, ©2022. ISBN 978-80-11-02427-7.
- Urban, J.: Revoluce, která spáchala sebevraždu. In: PITHART, Petr et al. Národ sobě: české průšvihy 1989–2024. Líšnice: Ústav nezávislé žurnalistiky, ©2024, s. 27–60. ISBN 978-80-11-05716-9.